# EM Client
eM Client（イーエムクライアント）は、チェコ共和国のeM Client s.r.o社が開発する電子メールクライアントである。メール送受信の他、カレンダー、連絡先管理、およびタスク管理もできる。日本では、株式会社LODESTAR JAPANが販売代理店を務めている。 

## 履歴
2006年　最初のバージョンがチェコでリリース
2017年8月23日 - eM Client 7日本語版リリース。
2018年1月20日 - eM Client 7.1日本語版のリリース。OpenPGPに対応。
2019年2月27日 - eM Client 7.2日本語版のリリース。macOSをサポート。
2020年8月21日 - eM Client 8日本語版のリリース
2022年4月15日 - eM Client 9リリース。

## ライセンスの種類
eM Clientには、PRO版とFREE版がある。プログラムインストール後30日間はすべての機能が利用できる。
- FREE版
  - Webサイトから無料ライセンスを取得することで利用可能
  - 商用利用不可
  - メールアカウントは2つまで利用可
  - テクニカルサポート無し
- PRO版
  - 通常版
    - 指定のバージョンのみが無期限で使える
    - 商用利用可、メールアカウント数の制限なし

  - 無期限版
    - アップグレードが無料でできる
    - 商用利用可、メールアカウント数の制限なし

## 対応メールアカウント
eM Clientは主要なメールサービスをサポートしている
- Gmail
- iCloud
- Yahoo!メール
- outlook.com (Hotmail)
- Google Workspace
- Microsoft Office 365
- Microsoft Exchange Server
- macOS Server
- その他、POP3、 SMTP、IMAP、POPサーバアカウントも設定できるため、すべてのメールサービスに対応